# Jesper Mathisen
Jesper Mathisen (ur. 17 marca 1987 w Kristiansand) – norweski piłkarz grający na pozycji obrońcy w klubie IK Start. Jesper Mathisen jest synem Sveina Mathisena, legendarnego gracza Startu.